# موزه پارینه‌سنگی زاگرس
موزه پارینه سنگی زاگرس نام موزه‌ای تخصصی در زمینه پیش از تاریخ است که در ردیف موزه‌های تخصصی جهان قرار دارد، و به عنوان نخستین موزهٔ پارینه سنگی خاورمیانه شناخته می‌شود. این موزه در تکیه بیگلربیگی و خیابان مدرس شهر کرمانشاه قرار دارد که در سال ۱۳۸۶ توسط فریدون بیگلری (باستان‌شناس) (موزه ملی ایران) و علیرضا مرادی بیستونی (اداره کل میراث فرهنگی استان کرمانشاه) تأسیس شده‌است و شامل مجموعه‌ای از ابزار آلات سنگی و استخوان‌های انسان از دوره‌های پارینه سنگی در ایران و کشورهای دیگر را شامل می‌شود.

## آثار
قدیمی‌ترین اثری که در این موزه نگهداری می‌شود مربوط به ابزار سنگی‌ است که با قدمت نزدیک به یک میلیون سال که در کشف رود خراسان کشف شده‌است. همچنین در موزه مولاژهایی از جمجمه انسان نئاندرتال، انسان هوشمند، و تصاویر بازسازی شده از شکارچیان عصر سنگ نمایش داده می‌شود.

## بخش‌ها
این موزه از ۴ گالری تشکیل شده‌است که آثاری از دوره‌های پارینه‌سنگی و نوسنگی که بازه زمانی ۱۰۰ هزار سال تا ۸ هزار سال پیش را دربردارد. در گالری اول مستندی در مورد ابزار‌آلات سنگی و این که چگونه انسان‌های نخستین این ابزار را درست می‌کردند نمایش داده می شود و همچنین مدل ساخته شده ای از انسان نئاندرتال در این قسمت موزه در معرض دید است. گالری دوم، به استخوان‌های حیوانات دوران پارینه سنگی کشف شده در منطقه زاگرس و همچنین چندین مولاژ جمجمهٔ انسان از چند غار معروف پارینه سنگی اروپا و خاور نزدیک و همچنین مجموعه سنگواره های غار وزمه که اهمیت ویژه‌ای دارد اختصاص پیدا کرده‌است. اتاق سوم، که ابزار‌های سنگی مربوط به دورهٔ پارینه‌سنگی از مکانهای باستان‌شناختی مختلفی مثل کشف‌رود، گنج پر و شیوه تو را شامل می‌شود؛ و در اگالری چهارم هم ابزارهای سنگی و استخوان‌های حیوانات مربوط به اواخر عصر سنگ و نوسنگی به نمایش در آمده است.

## انتقال به پایگاه بیستون
در خرداد ۱۴۰۰ صامت اجرایی مدیر پایگاه جهانی بیستون از انتقال موزهٔ پارینه‌سنگی زاگرس به موزه جدیدی در مجموعه جهانی بیستون در آینده خبر داد. به گفتهٔ وی به دلیل وجود پنج غار مرتاریک، مر‌آفتاب، مر‌ دودر، مرخر و غار شکارچیان مربوط به دوران پارینه‌سنگی در مجموعهٔ بیستون محیط بهتری برای نگهداری و نمایش اشیای این موزه وجود دارد. اما تاکنون این انتقال انجام نشده و موزه در حال حاضر با مشکلاتی چون کمبود نور و افتادن تابلوها و اشیا مواجه است.

## نگارخانه

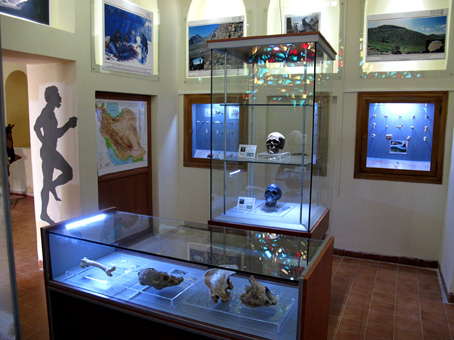
یکی از بخش‌های موزه پارینه سنگی
جمجمهٔ انسان نئاندرتال از مکان باستانی لافراسی در فرانسه